# Manas (Drôme)
Manas ist eine französische Gemeinde mit 178 Einwohnern (Stand 1. Januar 2022) im Département Drôme in der Region Auvergne-Rhône-Alpes (vor 2016 Rhône-Alpes); sie gehört zum Arrondissement Nyons und zum Kanton Dieulefit.

## Geographie
Manas liegt rund 35 Kilometer südsüdwestlich von Valence am Roubion, der die Gemeinde im Süden begrenzt. Umgeben wird Manas von den Nachbargemeinden Puy-Saint-Martin im Nordwesten und Norden, Pont-de-Barret im Osten und Süden sowie Charols im Südwesten und Westen.

## Bevölkerungsentwicklung
| Jahr                       | 1962 | 1968 | 1975 | 1982 | 1990 | 1999 | 2006 | 2019 |
| Einwohner                  | 112  | 85   | 90   | 101  | 137  | 134  | 162  | 191  |
| Quellen: Cassini und INSEE |      |      |      |      |      |      |      |      |

## Sehenswürdigkeiten
- Kirche Sainte-Madeleine
- Turm der früheren Komtur des Johanniterordens

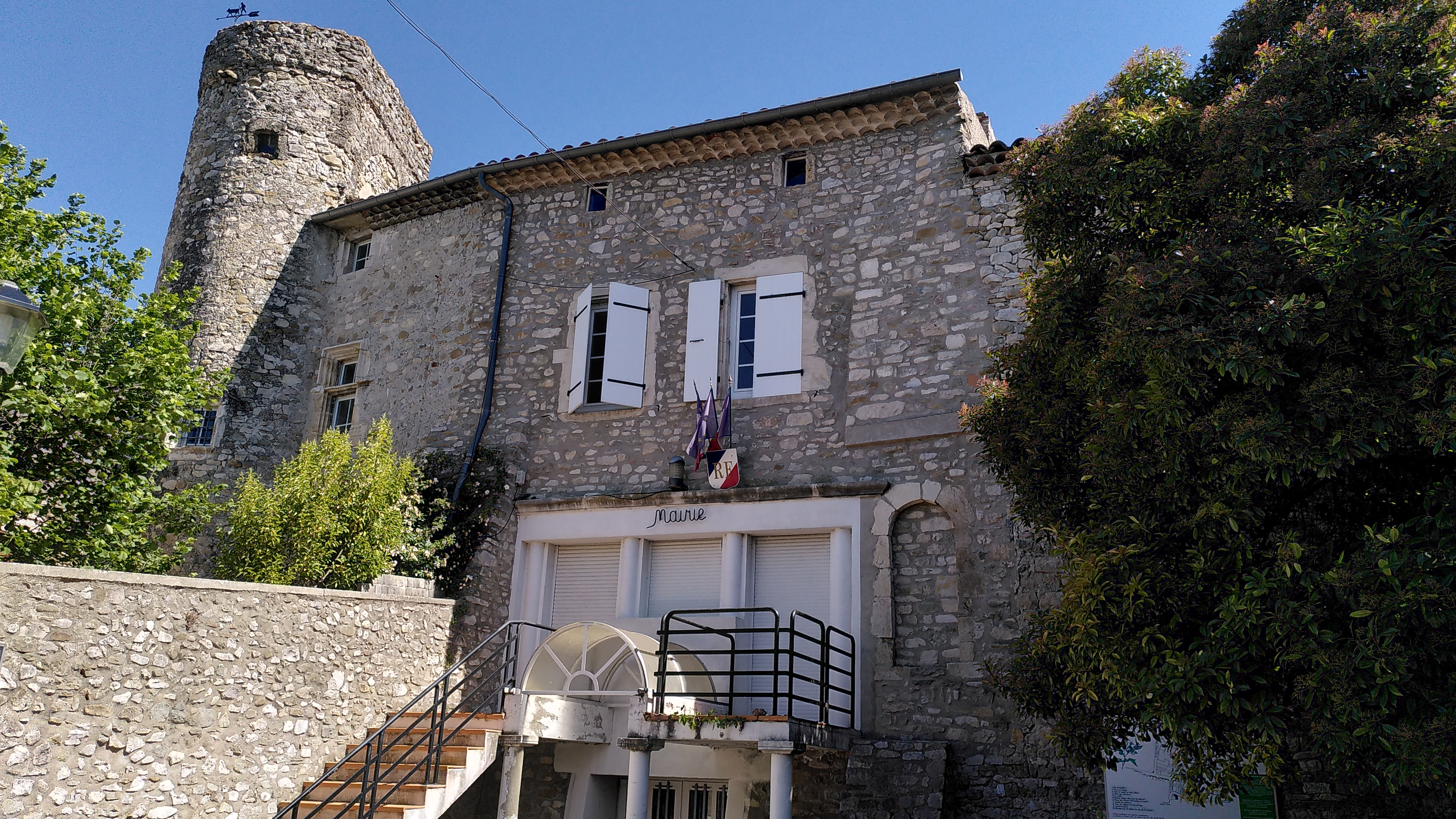
Mairie Manas
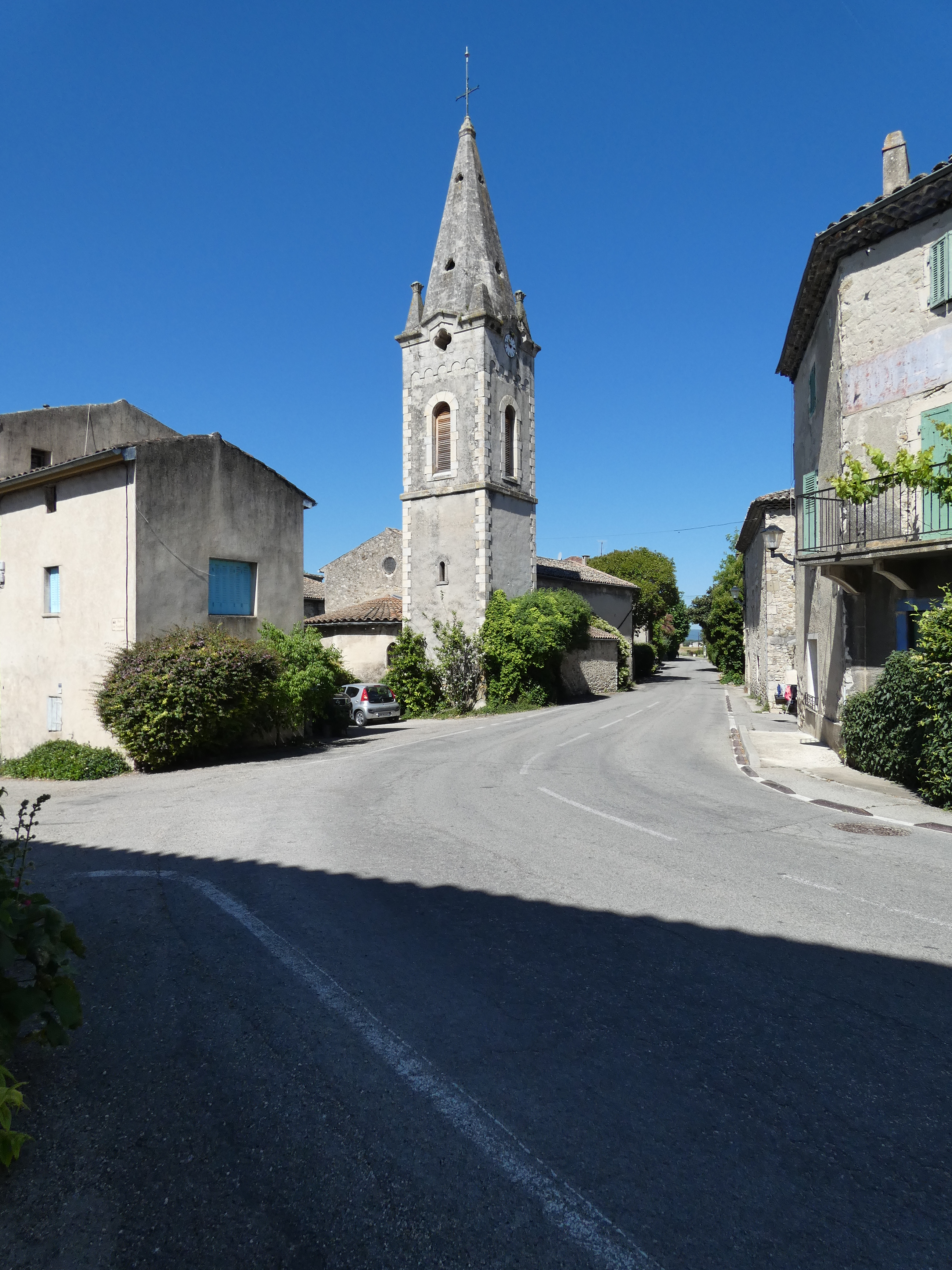
Kirche Sainte-Madeleine
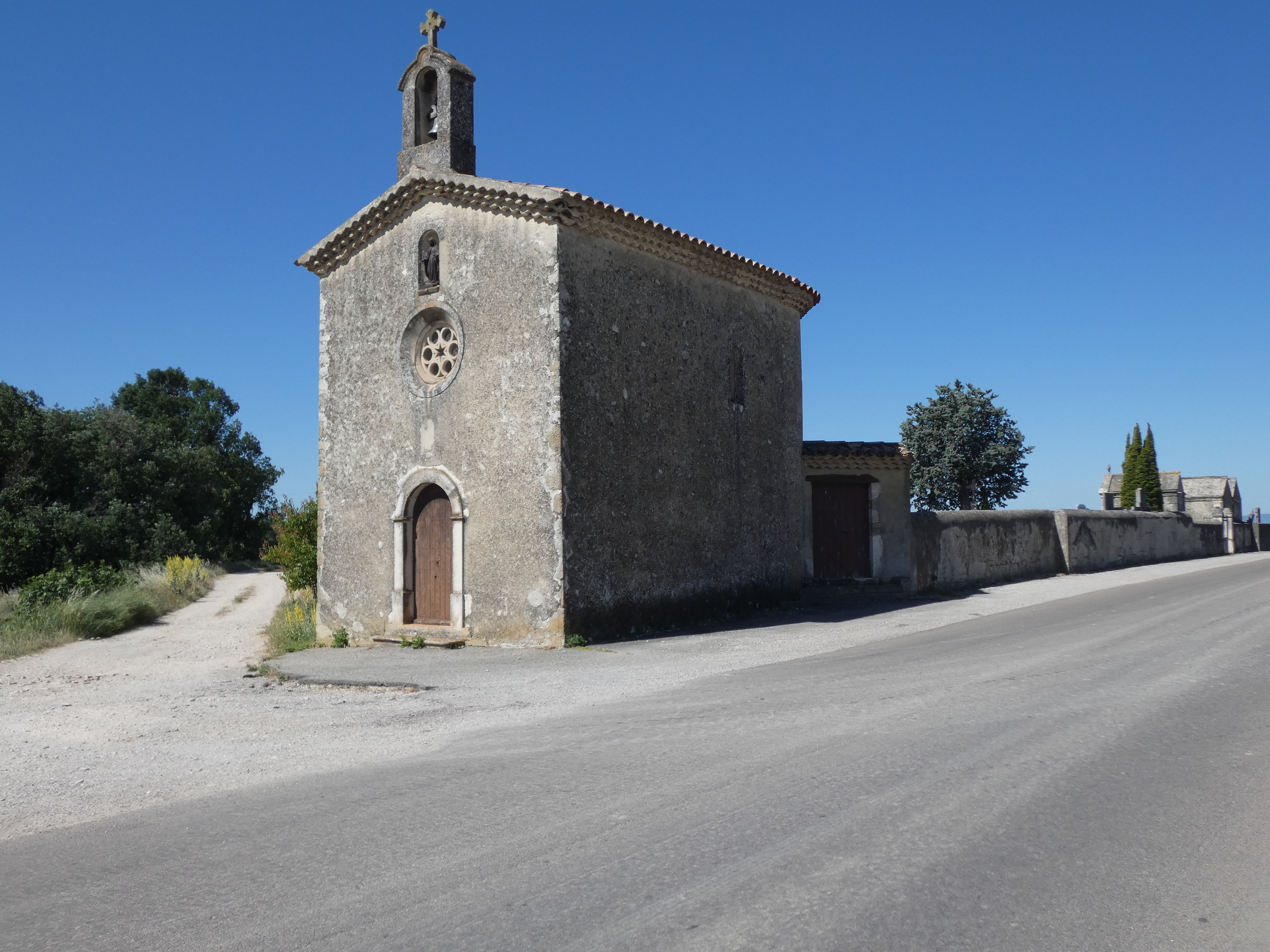
Friedhofskapelle
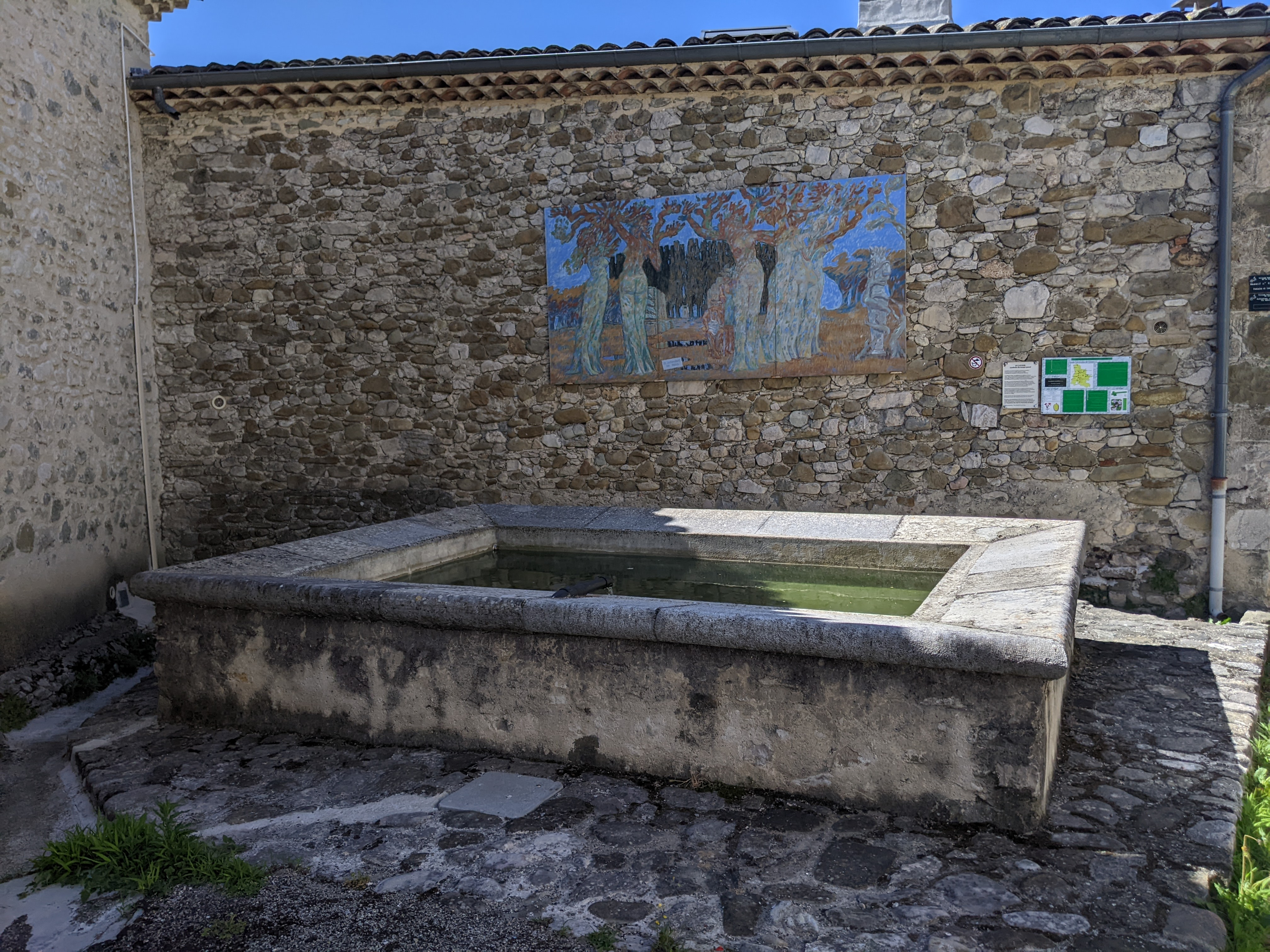
Ehemaliger Waschplatz und Viehtränke
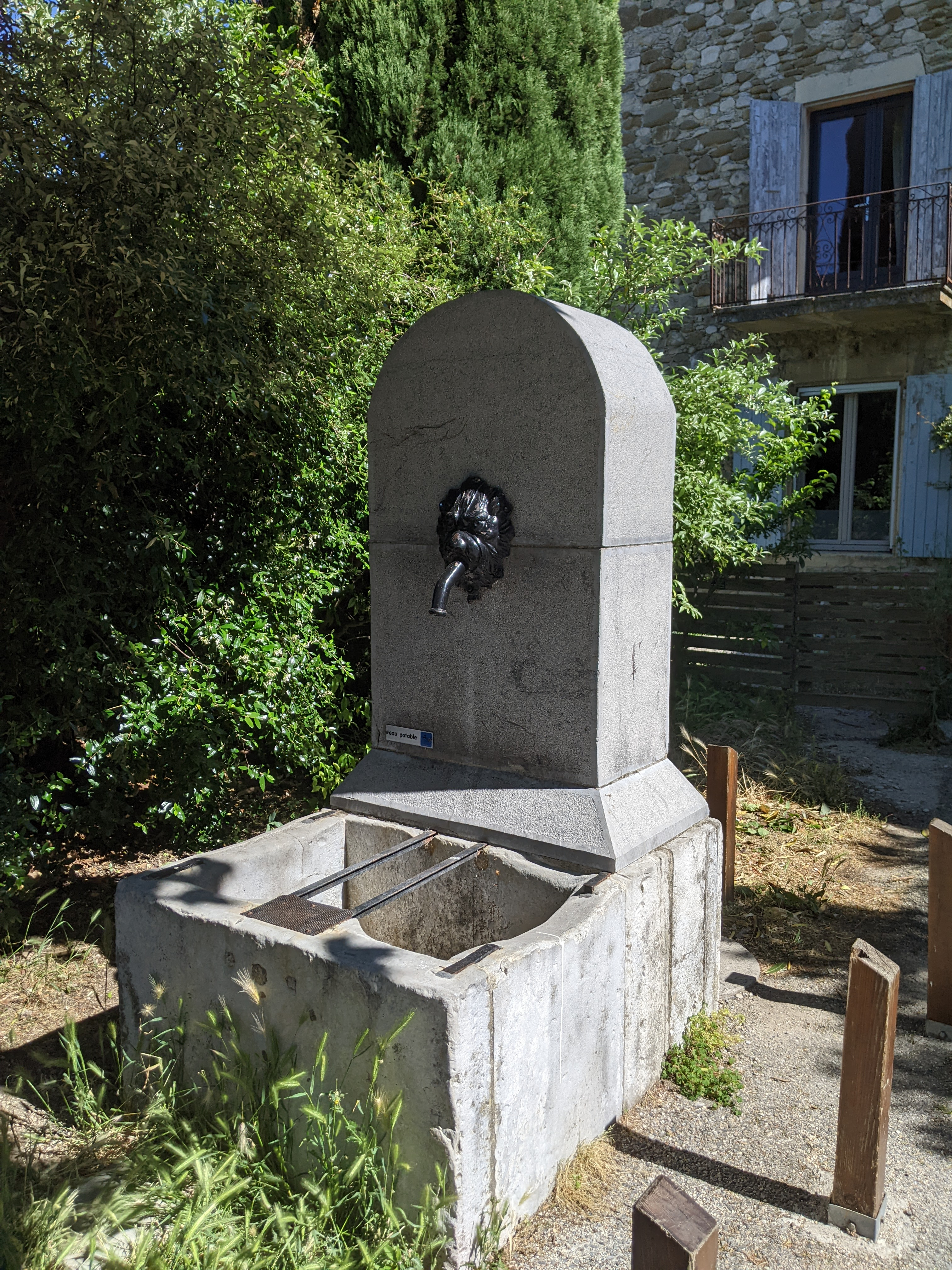
Brunnen in der Ortsmitte